# Anarcosindicalisme
L'anarcosindicalisme és un corrent de l'anarquisme que té les seves arrels en els postulats de la Primera Internacional i en el sindicalisme revolucionari. Es reivindica com a mètode de lluita i d'acció directa dels treballadors. A més a més també està influït pel federalisme i el mutualisme.

## Objectius i característiques
Com a corrent que és de l'anarquisme aspira a conquerir el màxim de millores per a la classe obrera, amb la intenció d'emancipar-la suprimint tot tipus d'opressió entre humans (també a través d'institucions). Advoca també per l'abolició del capitalisme així com l'abolició de tota forma d'estat, substituït per l'associacionisme voluntari. Per assolir aquesta fita contempla només els mètodes del sindicalisme revolucionari i la vaga general revolucionària, que hauran de desembocar en la revolució social llibertària.
En consonància amb el seu rebuig de l'estat i el seu funcionament, l'anarcosindicalisme és també teòricament apolític, és a dir que prescindeix de l'ús dels partits polítics com a mitjà de lluita. Per tant, rebutja el parlamentarisme. Generalment, l'anarcosindicalisme considera que l'experiència dels partits socialistes marxistes durant la segona meitat del segle XX que han participat tant en la política parlamentària i demòcrata com en els règims socialistes de partit únic ha fracassat -fins i tot quan aquests partits han ostentat el govern en majoria perquè han substituït les classes capitalistes per l'Estat o el Partit. De manera que rebutgen tota col·laboració amb les classes dominants, i tot compromís amb l'estat, àdhuc en nom de l'interès nacional. Per tant, també està en contra de tota participació en organismes mixtos constituïts pels obrers, la patronal i els governs, ja que rebutja els arbitratges per pacificar la conflictivitat quotidiana entre la classe obrera i la classe capitalista.
No obstant això, cal dir que històricament s'ha donat algun cas de col·laboració entre l'anarcosindicalisme i les organitzacions estatals com per exemple succeí a Catalunya durant la Guerra Civil entre el juliol del 1936 i el maig del 1937 amb la constitució del Comitè de Milícies Antifeixistes de Catalunya i la Junta de Seguretat Interior de Catalunya (tot i que en franca rivalitat i després hostilitat oberta). Fins i tot en aquell mateix període es va arribar a donar el cas que el mateix anarcosindicalisme constituís un govern a les seves mans a la Generalitat de Catalunya.

## Història de l'anarcosindicalisme català

### Inicis a principis del s. XX
Aquest corrent apareix a casa nostra al segle xix a partir de la síntesi entre la doctrina anarquista de Mikhaïl Bakunin i l'arrelament de l'associacionisme i el sindicalisme obrer a Catalunya. Després, amb la fundació a Llemotges de la CGT francesa el 1895, l'anarcosindicalisme català va clarificar les seves característiques. Bevia de tres fonts ideològiques:
- l'anarquisme: del qual prenien el rebuig a l'estat, el parlamentarisme i els partits polítics
- la doctrina de Georges Sorel: de qui prenien la teoria de violència i la vaga general com a mètode d'acció sindical.[7]
- el marxisme: del qual prenien la teoria de la lluita de classes.

Tots aquests principis foren codificats a la Carta d'Amiens que va redactar la CGT el 1906, la qual va ser decisiva per la configuració de l'anarcosindicalisme català, ja que va determinar la creació de la Solidaritat Obrera l'any següent, i va influir també en la fundació de la CNT el 1910.
Fou molt present a Catalunya i al País Valencià, i també a altres llocs peninsulars com Andalusia, Aragó, Astúries i Galícia. Era apolític i reivindicava com a únic mètode l'acció directa dels sindicats; és a dir, que no acceptava la mediació de l'estat ni dels partits polítics en els conflictes laborals entre la classe obrera i la patronal.
El 1922 els diversos sindicats anarcosindicalistes van intentar re-impulsar l'AIT, però sense reeixir-hi gaire.

### L'anarcosindicalisme avui
L'anarcosindicalisme, dins del moviment obrer modern, constitueix un corrent sindical absolutament independent, d'acusades característiques pròpies, el mateix pel seu contingut bàsic que per la seva forma d'organització i el seu desenvolupament funcional, exempt de tot centralisme i de tota burocràcia. Té sempre en compte la personalitat de l'afiliat i estimula la seva participació en la vida sindical. Respecta l'autonomia de les seccions, dels sindicats, de les federacions i confederacions. Se singularitza també pels mètodes d'acció directa que empra, per la seva dinàmica i estratègia de lluita i per la seva orientació social finalista.